# Шпитьки
Шпи́тьки (укр. Шпитьки) — село, входит в Бучанский район Киевской области Украины.
Население по переписи 2001 года составляло 2289 человек. Почтовый индекс — 08122. Телефонный код — 4598. Занимает площадь 5 км².

## Уроженцы
- Стецюк, Екатерина Исааковна — украинский историк и педагог.
- Волотовский, Юрий Викторович — украинский  актёр театра и кино, мастер спорта Украины по пауэрлифтингу.

## Местный совет
08122, Киевская обл., Киево-Святошинский р-н, с. Шпитьки, ул. Ленина, 7; тел. 76-5-42.